# El hombre que mató a Billy el Niño
El hombre que mató a Billy el Niño es una película española del año 1967, dirigida por el director español Julio Buchs, en la que también participa el futuro maestro italiano del cine de terror Lucio Fulci como guionista. La película está protagonizado por Peter Lee Lawrence, lo que supuso el debut dentro del subgénero de los spaghetti westerns de este conocido actor.

## Argumento
Tras varios desafortunados sucesos, Billy el Niño (Peter Lee Lawrence) se convierte en un criminal buscado y condenado por la ley. Tras convertirse en bandolero, Billy es perseguido por Pat Garrett (Fausto Tozzi), antiguo amigo y actualmente sheriff del condado de Lincoln. Cuando se encuentran, Billy promete a Pat que no reincidirá más, pero en ese preciso momento, cuando el joven se dispone a acatar el castigo correspondiente, la gente del pueblo se vuelve en contra de él increpándole por sus acciones, por lo que este huye. Él intenta cambiar, pero cuando se encuentra desamardo ante Pat, alguien dispara contra él...

## Reparto
- Peter Lee Lawrence: William H. Bonney (Billy el Niño)
- Fausto Tozzi: Pat Garrett
- Dyanik Zurakowska: Helen
- Gloria Milland: madre de Billy
- Carlos Casaravilla: Murphy
- Antonio Pica: Mark Travers

## Curiosidades
- La película trata de ser una reconstrucción, más o menos verídica, de la vida del famoso forajido William H. Bonney, más conocido como Billy el Niño.

## Títulos para el estreno
- "...E divenne il più spietato bandito del sud"
- "Billy, o megalos paranomos"
- "I'll Kill Him and Return Alone"
- "Minä ammuin Billy the Kidin"
- "The Man Who Killed Billy the Kid"